# 아리랑문학관
아리랑문학관(영어: Arirang Literature Museum)은 한국 작가 조정래의 대표작품 아리랑의 모든 것을 정리, 보존한 문학관이다. 설립목적은 아리랑의 역사적 의의와 문화사적 의미를 조명하기 위함이며, 2003년 5월 16일 김제시가 벽골제농경문화박물관 단지 내에 설립했다. 아리랑문학관이 김제에 설립된 이유는 소설의 배경이 김제만경이기 때문인데, 일제강점기 시기에 김제만경이 수탈당한 땅과 뿌리뽑힌 민초들이 민족의 수난과 투쟁을 대변하고 있는 소설의 중심축이기 때문이다. 아리랑문학관은 이러한 아리랑의 역사, 문화적 가치와 의의를 보존, 계승하고자 하는 목적을 갖고 있다.

## 시설

### 전시실
- 1층 제1전시실엔『아리랑』 주인공들의 험난한 대장정을 각 부의 줄거리와 함께 시각 자료와 원고지 2만 매에 이르는 조정래의 육필 원고를 전시하고 있다.
- 2층 제2전시실에는 작가 연보와 작품 연보, 사진으로 보는 작가의 인생 및 취재 수첩과 자료 노트들이 전시되어 있다.
- 제3전시실은 가족사진 및 애장품 등을 통해 작가와 주변을 살필 수 있도록 꾸며져 있으며, 집필 당시 사용했던 필기구 등 106종 370여 가지 물품이 함께 전시되어 있다.

## 관람시간
매주 화~일요일(매년 1월 1일 휴관) / 09:00~18:00

## 주소
전북특별자치도 김제시 부량면 용성 1길 24

## 같이 보기
- 조정래
- 아리랑
- 아리랑문학마을